# Новочеркаська Нова громада
«Нова громада» — українське товариство, створене в Новочеркаську у квітні 1917 року. До громади увійшла частина членів новочеркаської «Просвіти», закритої владою в 1913 році.
Ставила собі за мету «допомагати економічному, культурному і політичному розвиткові українського народу на принципах національного самовизначення і обстоювати проведення в життя всіх потреб української людності на Донщині».
Провадила національно-культурну роботу в 1917—1919 роках.